# Fe!n
Fe!n (zapis stylizowany: FE!N) – singel amerykańskich raperów Travisa Scotta oraz Playboia Carti. Utwór pochodzi z czwartego albumu studyjnego  Travisa Scotta, Utopia. Singel został wydany 28 lipca 2023.
Nagranie otrzymało w Polsce status platynowego singla, przekraczając liczbę 50 tysięcy sprzedanych kopii.

## Geneza utworu i historia wydania
Utwór napisali i skomponowali Jahaan Sweet, Jordan Terrell Carter, Khadimou Fall oraz Jacques Berman Webster II, który również odpowiadał za produkcję piosenki.
Singel ukazał się w formacie digital download 28 lipca 2023 w Stanach Zjednoczonych za pośrednictwem wytwórni płytowej Cactus Jack Records w dystrybucji Sony Music Entertainment. Piosenka została umieszczona na czwartym albumie studyjnym Travisa Scotta – Utopia.

## Teledysk
Do utworu powstał teledysk, który udostępniono 30 marca 2024 za pośrednictwem serwisu YouTube.

## Lista utworów
- Digital download[2]

1. „Fe!n” – 3:11

## Certyfikaty
| Kraj          | Certyfikat      | Sprzedaż |
| ------------- | --------------- | -------- |
| Polska (ZPAV) | platynowa płyta | 50 000+  |